# Bezirk Reiat
Der Bezirk Reiat war bis zum Juli 1999 eine Verwaltungseinheit des Schweizer Kantons Schaffhausen. Seither verzichtet der Kanton auf die Bezirksverwaltung, der Bezirk als solcher dient aber noch statistischen Zwecken.

## Einwohnergemeinden
| Wappen      | Name der Gemeinde | Einwohner (31. Dezember 2023) | Fläche in km² | Einwohner pro km² |
| ----------- | ----------------- | ----------------------------- | ------------- | ----------------- |
| Büttenhardt | Büttenhardt       | 419                           | 4,00          | 105               |
| Dörflingen  | Dörflingen        | 1059                          | 5,82          | 182               |
| Lohn        | Lohn (SH)         | 768                           | 4,87          | 158               |
| Stetten     | Stetten (SH)      | 1487                          | 4,72          | 315               |
| Thayngen    | Thayngen          | 5770                          | 19,92         | 290               |
| Total (5)   | Total (5)         | 9503                          | 39,33         | 242               |

## Veränderungen im Gemeindebestand

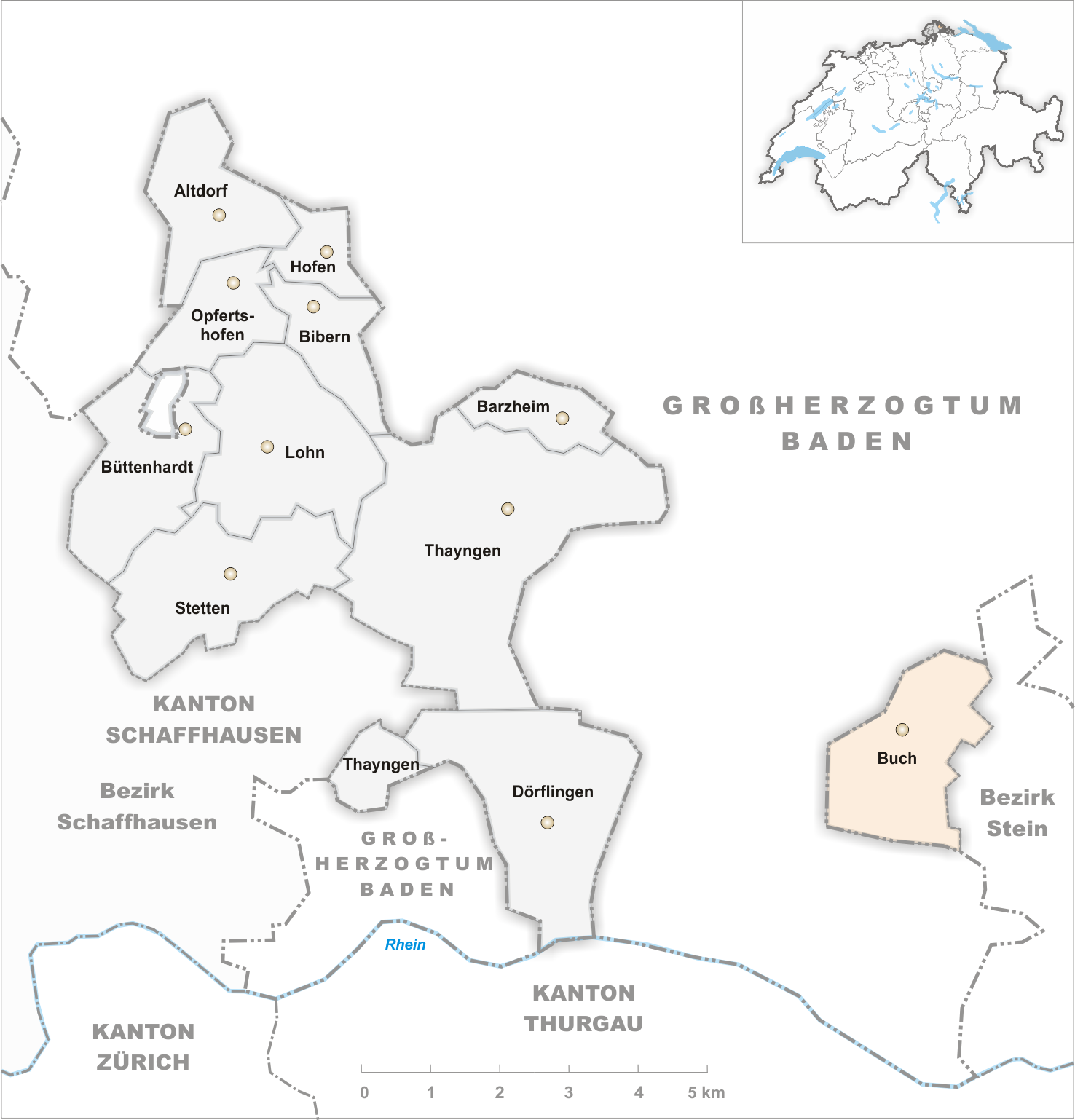
Gemeinden bis 1849
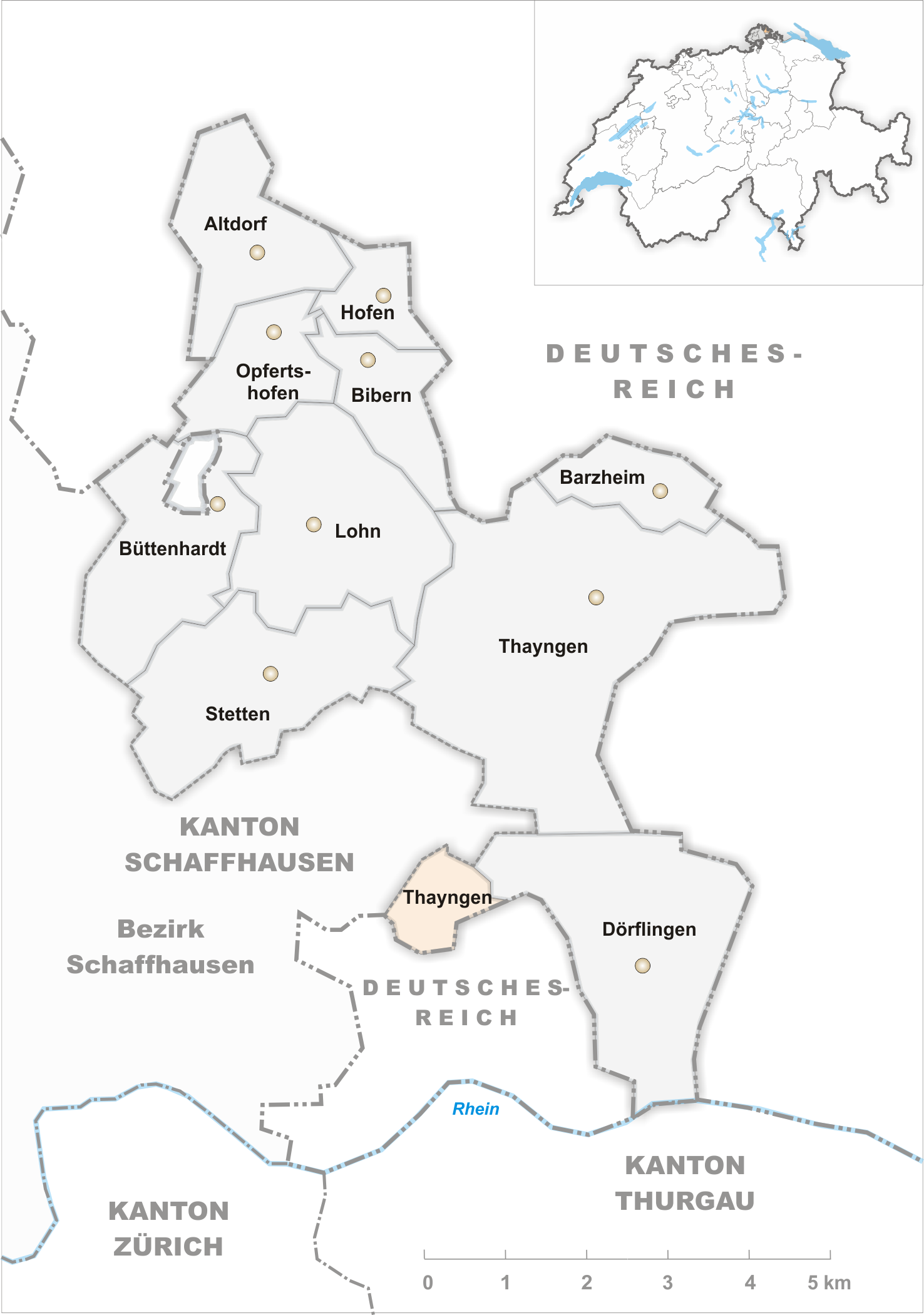
Gemeinden bis 1899
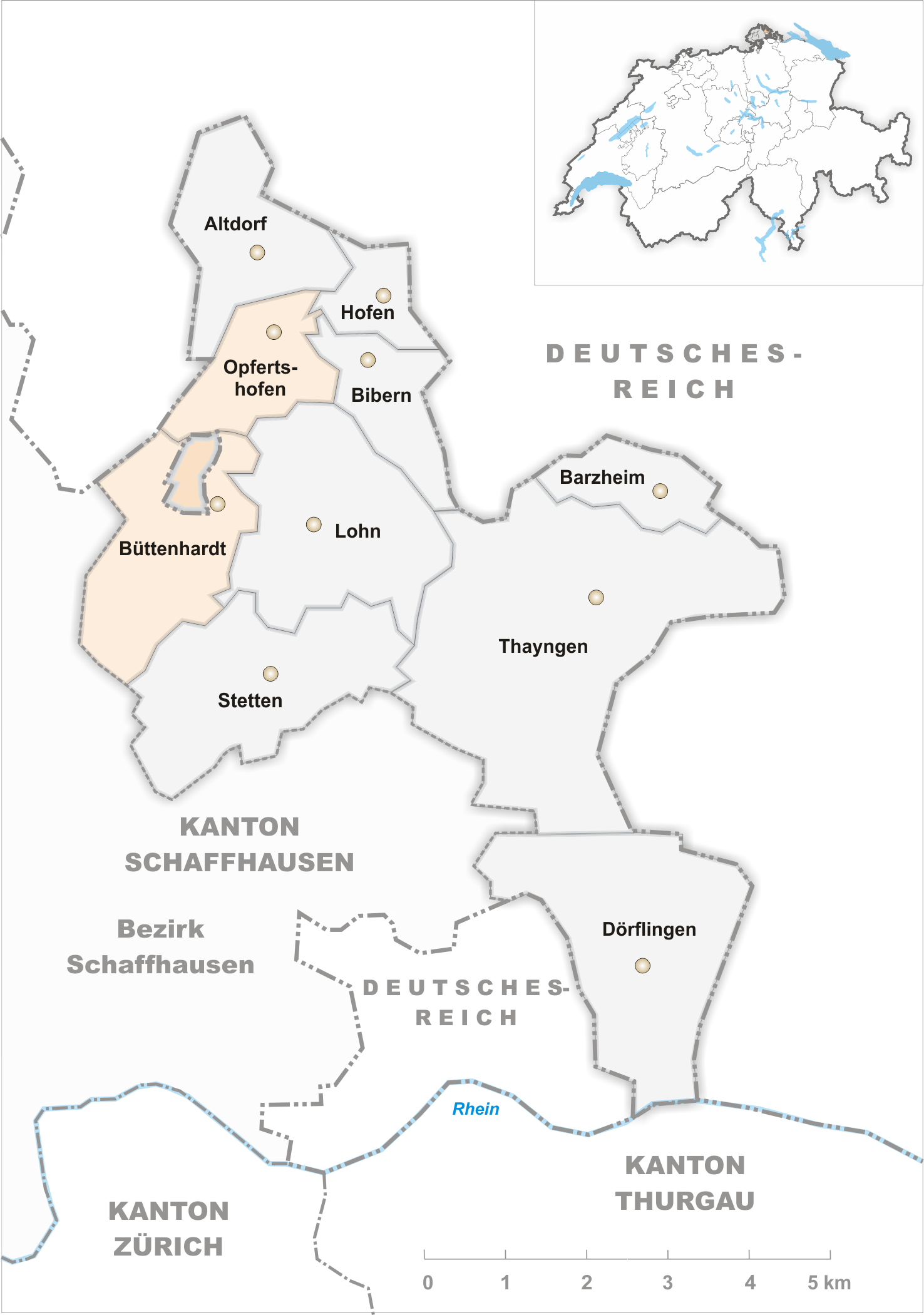
Gemeinden bis 1967
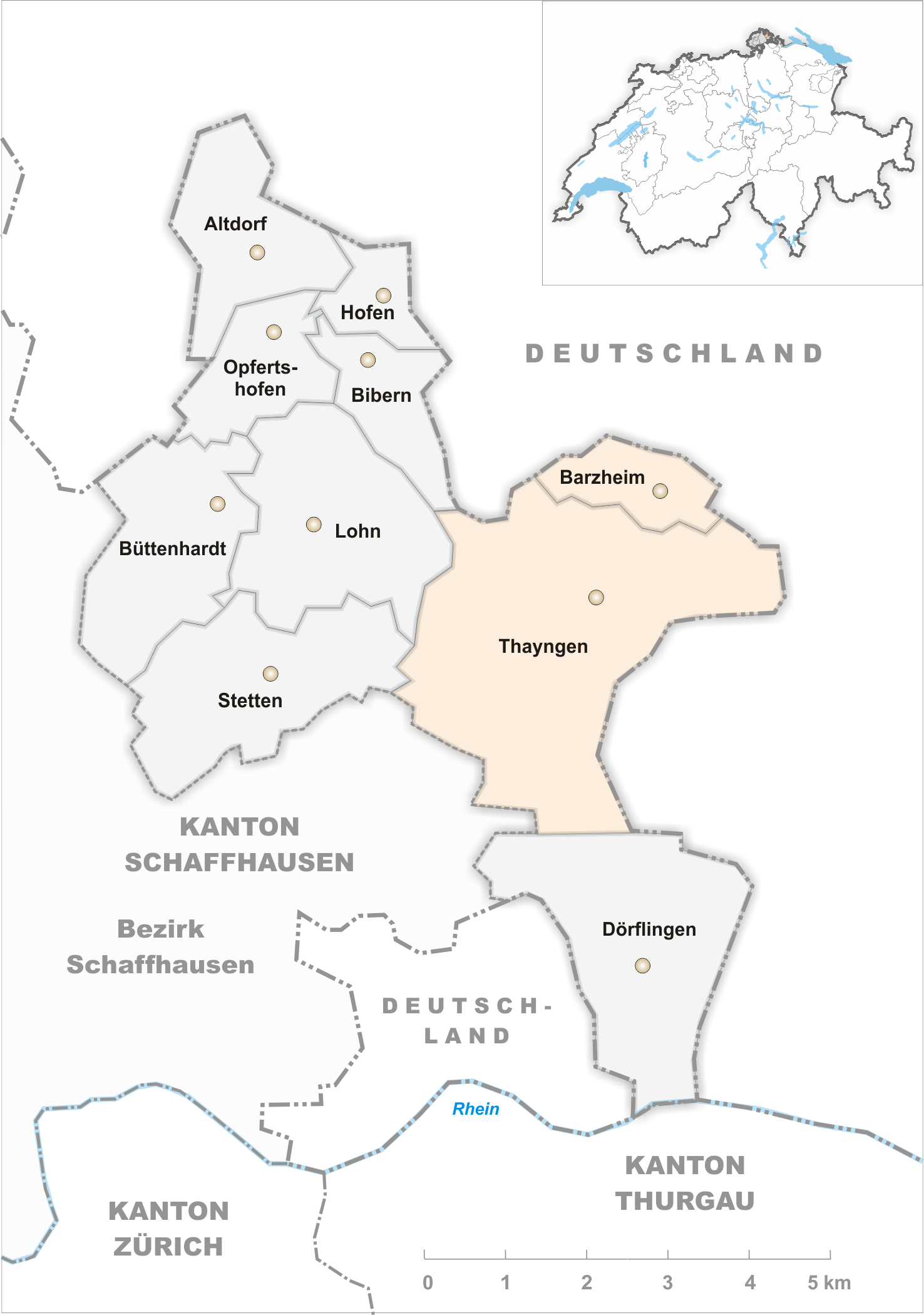
Gemeinden bis 2003
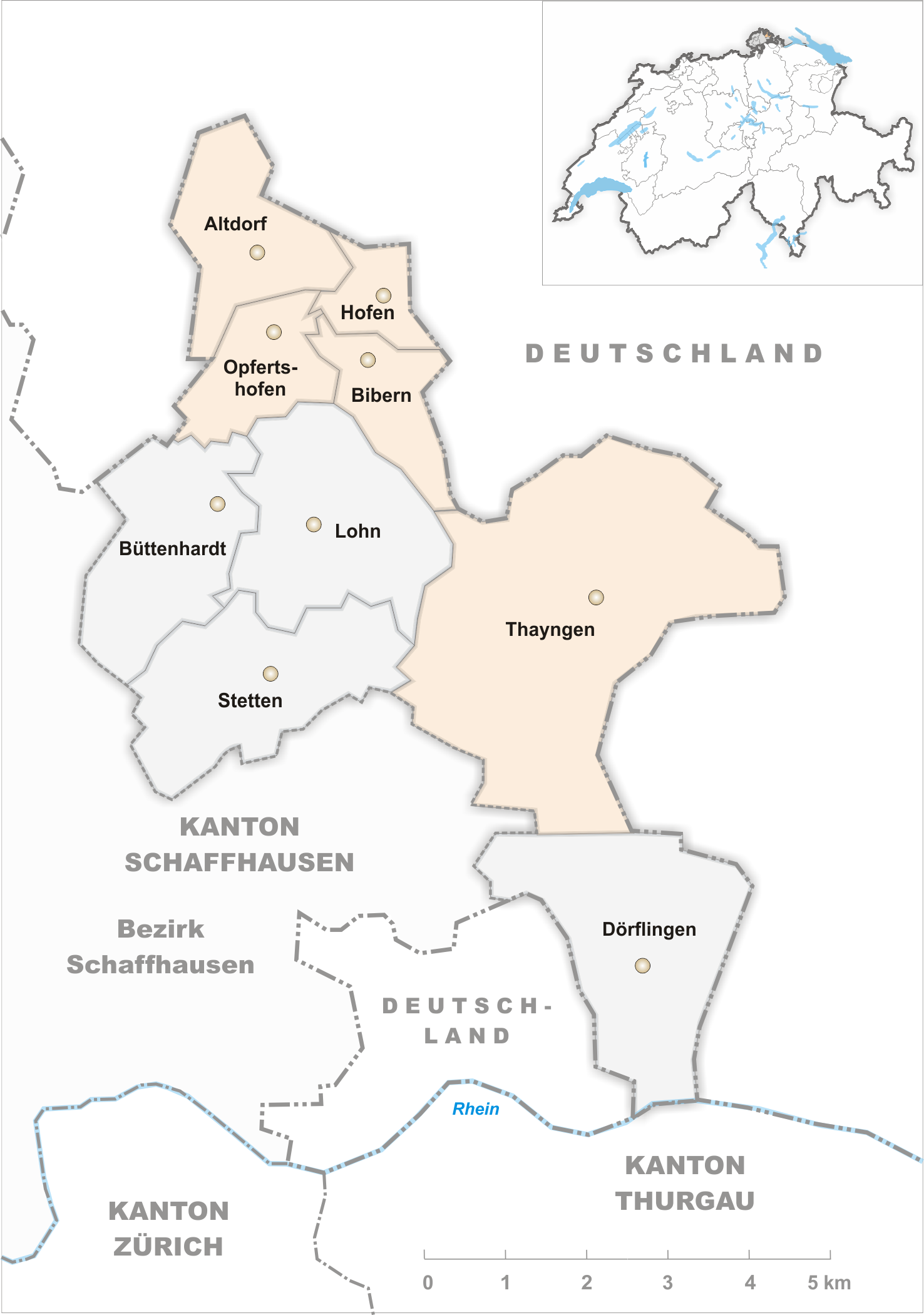
Gemeinden bis 2008

- 1850: Bezirkswechsel von Buch im Bezirk Reiat → Bezirk Stein

- 1899: Gemeinde- und Bezirkswechsel der Exklave Gennersbrunn in der Gemeinde Thayngen im Bezirk Reiat → Herblingen im Bezirk Schaffhausen

- 1967: Auflösung der deutschen Exklave Verenahof und Grenzbereinigung der beiden Gemeinden Büttenhardt und Opfertshofen → Büttenhardt

- 2004: Fusion Barzheim →  Thayngen

- 2009: Fusion Altdorf, Bibern, Hofen, Opfertshofen  →  Thayngen